# Reszeli Soós István
Reszeli Soós István (Nagykőrös, 1962. augusztus 14. – 2015. március 21.) labdarúgó, edző.

## Pályafutása

### Játékosként
11 évesen szülővárosban kezdte a labdarúgást a Nagykőrösi Kinizsi csapatában. 1980–81-ben sorkatonai szolgálata alatt a Honvéd Radnóti SE együttesében játszott. Leszerelése után alsóbb osztályú csapatokban szerepelt. 1981 és 1983 között Dunakeszin, 1983 és 1985 között a Sülysápi SE, 1985–86-ban a Soroksári VOSE labdarúgója volt. 1986-ban 24 évesen fejezte be az aktív labdarúgást.

### Edzőként
Fiatalon, már 22 évesen elkezdett edzőként tevékenykedni. 1984 és 1989 között a magyar ifjúsági válogatott pályaedzője volt. Ezzel párhuzamosan 1986–87-ben a Váci Híradás csapatánál utánpótlás-, 1987 és 1989 között a Váci Izzónál másodedző volt. 1987 és 1989 között az MTK-VM-nél serdülő korosztállyal is foglalkozott. Vezetőedzői pályafutását 1989-ben a Dorogi Bányásznál kezdte, ahol négy idényen át tevékenykedett. Ezt követően két idényen át a Tiszakécske, egy-egy szezonon keresztül a Keszthelyi Haladás és a Paksi Atomerőmű SE következett. 1997-ben kapta első élvonalbeli szerződését a Győri ETO csapatánál. Két idényen dolgozott Győrben és mind kétszer bajnoki negyedik lett az együttessel, amivel a legjobb vidéki csapat lett ezekben az idényekben. 1999–2000-ben a Kispest-Honvéd szakmai munkáját irányított, de csak a 12. helyen végzett a csapattal. A következő idényben a Matáv FC Sopron vezetőedzője volt, majd visszatért a Győri ETO csapatához egy idényre. 2007-ben egy mérkőzésen ideiglenes vezetőedzőként ismét az ETO kispadján ült. Összesen 214 élvonalbeli mérkőzésen tevékenykedett, ebből 130 mérkőzést a Győri ETO csapatánál. Ezzel Verebes József mögött a második az ETO-örökranglistáján. Edzőként olyan játékosok pályafutását indította el Győrben, mint Korsós György, Fehér Miklós, Stark Péter és Lakos Pál.

## Sikerei, díjai

### Edzőként
Győri ETO
- Magyar bajnokság
  - 4.: 1997–98, 1998–99 (mind kétszer a legjobb vidéki csapat lett ezzel az eredménnyel)